# Augea
Augea é uma comuna francesa na região administrativa de Borgonha-Franco-Condado, no departamento de Jura. Estende-se por uma área de 7,52 km². Em 2010 a comuna tinha 281 habitantes (densidade: 37,4 hab./km²).